# Учан Су (водопад)
 Тази статия е за водопада Учан Су.  За реката Учан Су вижте Учан Су (река).  
Учан Су (на руски: Учан-Су, (на украински: Учан-Су; на кримскотатарски: Uçan Suv, Учан Сув) e водопад в Република Крим, разположен на едноименната река. Това е най-високият водопад в Крим.

## Местонахождение
Учан Су се намира на югозападните склонове на Ялтeнската яйла на шест километра западно от град Ялта. Височината му е 98,5 метра.
Намира се на надморска височина 390 метра

## Наименования
Името на водопада в превод от южния диалект на кримско-татарски език означава „Летяща вода“ (uçan – летящ, suv – вода). Известни са и други имена: Кремасто-Неро (на старогръцки: Κρεμαστόν νερόν – „висяща вода“) и Акар-Су (на кримскотатарски: Aqar Suv – „течаща вода“).

## Описание
Водопадът е най-величествен в периоди на усилен валеж или снеготопене в района на Ялтинската яйла. През лятото той пресъхва и практически изчезва. В условията на сурова зима водите му замръзват. Средногодишният отток на водите е 50 l/sec. Учан Су образува двойна каскада в пада си. При втората каскада е изградена малка сграда със скулптура на орел на покрива. След него водата постъпва в язовир Могаби, който е с вместимост от 300 хил. м³ и се използва за водоснабдяване на Ялта.

## Статус
През 1947 г. Учан Су е обявен за резерват. От 1973 г. е част от Ялтeнския природен резерват.